# توم نولان (ممثل)
توم نولان (بالإنجليزية: Tom Nolan)‏ هو كاتب وممثل كندا وأمريكي، ولد في 15 يناير 1948 في كندا.

## وصلات خارجية
- توم نولان على موقع IMDb (الإنجليزية)
- توم نولان على موقع قاعدة بيانات الفيلم (الإنجليزية)